# Trattato di Fort Laramie (1868)

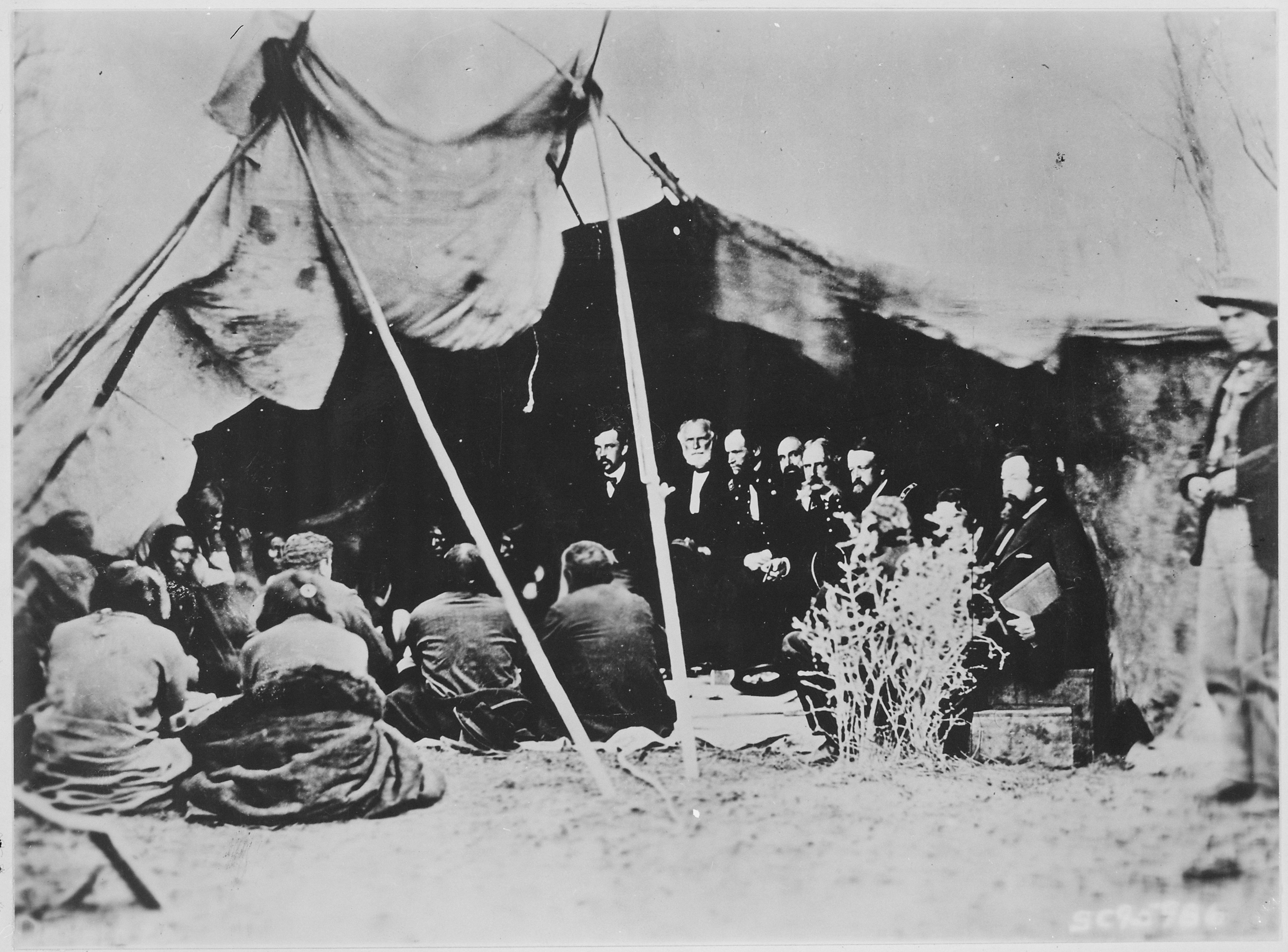
Trattato firmato
da William T. Sherman e i Sioux a Fort Laramie, Wyoming. Foto di Alexander Gardner, 1868.

Il trattato di Fort Laramie fu stipulato nel 1868 tra gli Stati Uniti e le tribù dei Sioux. Questo prevedeva l'assegnazione ufficiale ai popoli Sioux del Wyoming e della regione del Powder River. Oltre alle Colline Nere ritenute sacre dagli indiani. 
In seguito al ritrovamento di filoni d'oro nelle Black Hills (che provocò l'affluenza di un gran numero di cercatori d'oro nella zona scatenando le ire dei nativi) e dopo innumerevoli e infruttuosi tentativi di comprarle da parte del governo degli Stati Uniti, i membri del governo e dell'esercito decisero di non rispettare il trattato, utilizzando scuse sommarie. Iniziarono così, le operazioni che prevedevano la costrizione di tutti gli indiani d'America nelle riserve o il loro annientamento in caso di rifiuto. Tutto ciò portò in seguito alla Battaglia del Rosebud  e alla ben più famosa Battaglia del Little Bighorn, entrambe conclusesi con la vittoria indiana.